# Paleacrita merriccata
Paleacrita merriccata är en fjärilsart som beskrevs av Dyar 1903. Paleacrita merriccata ingår i släktet Paleacrita och familjen mätare. Inga underarter finns listade i Catalogue of Life.